# Marie-Anne Pierrette Paulze
Marie-Anne Pierrette Paulze (Montbrison, 20 de janeiro de 1758 — Paris, 10 de fevereiro de 1836), também conhecida como Marie Lavoisier, foi uma cientista, ilustradora e nobre francesa. Ela é considerada a "pioneira na química moderna" pelo seu trabalho conjunto com o primeiro marido, Antoine Lavoisier, embora suas realizações científicas na área da química sejam menos conhecidas. 
Após a morte de Lavoisier, ela se casou com o físico Benjamin Thompson, também conhecido como Conde Rumford. 

## Primeiros Anos
Marie-Anne Pierrette Paulze era filha de Jacques Paulze, um membro da Ferme Général. Quando tinha três anos de idade, devido a morte da sua mãe, Marie-Anne foi colocada num convento, onde recebeu a sua formação inicial e foi incentivada a estudar. Aos treze anos, Marie-Anne foi retirada do convento para se casar com o Conde de Amerval, um aristocrata falido de cinquenta e um anos. 
Este casamento "arranjado" foi imposto ao pai de Marie-Anne por Joseph Marie Terray, membro superior da Ferme Général. Terray atuou a pedido da Baronesa de la Garde, irmã do Conde de Amerval. Marie-Anne foi escolhida como futura esposa do conde porque a sua família era bastante rica. Marie-Anne opôs-se ao casamento. Não querendo contrariar a vontade da sua filha, mas receado represálias por não obedecer ao "pedido" de Terray, Jacques Paulze contornou a situação, propondo o casamento de Marie-Anne com um jovem membro da Ferme Général, Antoine Lavoisier. Marie-Anne aceitou, e a cerimónia de casamento realizou-se a 16 de dezembro de 1771.

## Cientista e colaboradora de Lavoisier

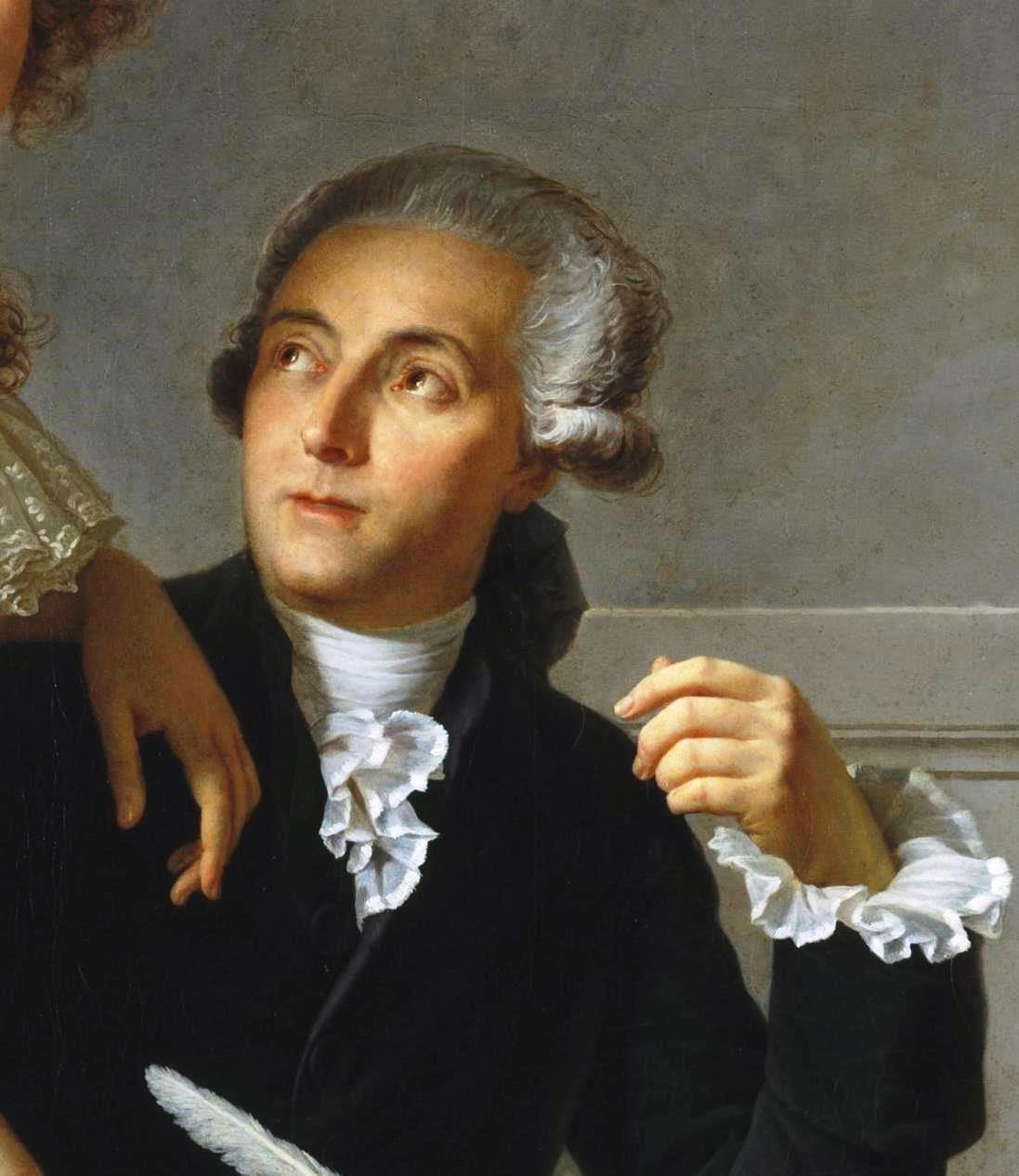
Antoine Lavoisier

Pouco depois do início do casamento com Lavoisier, Marie-Anne demonstrou interesse pelas suas atividades científicas. Assim, Marie-Anne teve lições de química com Jean-Baptiste Bucquet, que lhe permitiram tornar-se assistente de Lavoisier e participar nos trabalhos e nas experiências de Lavoisier, traduzindo para o francês textos originalmente escritos em latim ou em inglês e, também, como ilustradora. Em várias ilustrações do trabalho de Lavoisier é possível identificar Marie-Anne sentada, tomando notas das experiências realizadas por ele, e anotando também os seus resultados. Alguns exemplos da colaboração de Marie-Anne com Lavoisier são as experiências sobre a combustão de enxofre e de fósforo e ainda as experiências sobre respiração.

### Papel como tradutora
Marie-Anne teve lições de latim e de inglês, que lhe permitiram traduzir vários documentos para o marido (cujo conhecimento de outras línguas que não o francês era fraco). Uma das suas traduções mais importantes foi o texto do inglês Richard Kirwan, Essay in Phlogiston. A tradução deste livro foi essencial para o trabalho desenvolvido por Lavoisier, no sentido de refutar a teoria do flogisto.
A leitura e tradução dos diversos trabalhos realizados por outros cientistas no âmbito da química, também permitiram a Marie-Anne manter-se a par das novas descobertas e das controvérsias nesta ciência.

### Papel como ilustradora

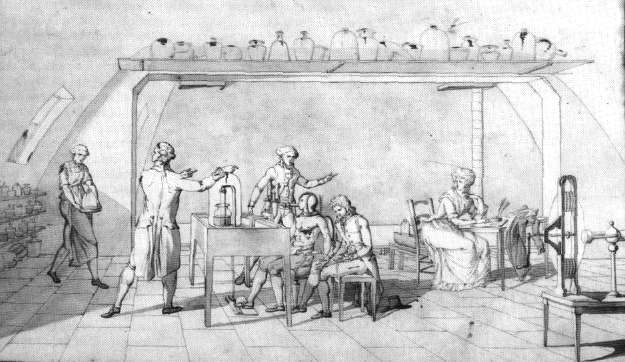
Ilustração de Marie Lavoisier do laboratório do marido; ela está representada à direita.

Marie-Anne tornou-se a ilustradora mais importante dos livros e ensaios escritos pelo marido. Para tal teve lições de pintura com Jacques-Louis David, um dos pintores franceses mais famoso na época. 
As ilustrações realizadas por Marie-Anne dos materiais e equipamentos utilizados nas experiências de Lavoisier ainda hoje são admiradas, e serviram de modelo para os ilustradores de desenhos científicos da época.
Marie-Anne foi inovadora na apresentação das suas ilustrações. Estas eram de tal forma precisas e detalhadas que podiam ser utilizadas para recriar de forma fiel os materiais e equipamentos de Lavoisier.
As ilustrações mais famosas de Marie-Anne encontram-se no livro de Lavoisier Traité élémentair de chimie.

### Papel como anfitriã
Os salões intelectuais franceses foram um importante ambiente de debate científico no século XVIII, e geralmente eram organizados por mulheres da nobreza. Marie-Anne e o marido deram várias recepções e jantares em sua casa, onde participaram convidados famosos como Benjamin Franklin, Joseph Priestley e James Watt, para além dos elementos da Academia das Ciências, na qual Lavoisier era membro desde 1768).

## Morte de Lavoisier
A Revolução Francesa não foi um acontecimento explosivo, antes um crescendo de violência. E inicialmente a família Lavoisier não se sentiu directamente afectada pelos acontecimentos. Lavoisier era uma figura pública reconhecida, e sentia-se protegido pelo seu estatuto de cientista.
No entanto, já em outubro de 1789 (ainda no início da Revolução Francesa), ocorreu um episódio envolvendo Marie-Anne. A carruagem onde ela viajava foi assaltada por um grupo de mulheres revoltadas. Marie-Anne foi forçada a acompanhar estas mulheres durante algum tempo, no seu percurso até Versalles.
Em 24 de novembro de 1793 foi emitida uma ordem de prisão para todos os antigos membros da Ferme Général, incluindo o marido, Antoine Lavoisier, e o pai de Marie-Anne, Jacques Paulze. A 28 de novembro ambos se entregaram às autoridades.
Não havia muito que Marie-Anne pudesse fazer pelo seu pai. No entanto fez todas as diligências possíveis para a libertação do seu marido. Falou com vários dos seus colegas e amigos cientistas. Inicialmente,  colegas de Lavoisier fizeram pressão para a sua libertação. Mas, à medida que os meses foram passando, cessaram as manifestações por receio de serem acusados de traição. Marie-Anne nunca lhes perdoou tal atitude.
Finalmente, Marie-Anne reuniu-se com Antoine Dupin, o instrutor principal do processo contra os membros da Ferme Général. O objetivo do encontro era criar um julgamento à parte e menos severo para Lavoisier, ou, até mesmo, permitir a sua fuga da prisão. No entanto o encontro correu mal, na medida em que Marie-Anne se recusou a ser submissa. Refere-se inclusive que foi arrogante e agressiva, acusando Dupin de ser corrupto. A atuação de Marie-Anne destruiu qualquer hipótese de salvar Lavoisier.
Lavoisier morreu a 8 de maio de 1794, conjuntamente com Jacques Paulze, pai de Marie-Anne. Foram guilhotinados na Place de la Révolucion. Na altura várias pessoas acusaram Marie-Anne de ser responsável pela morte do marido. 

## Casamento com Benjamin Thompson

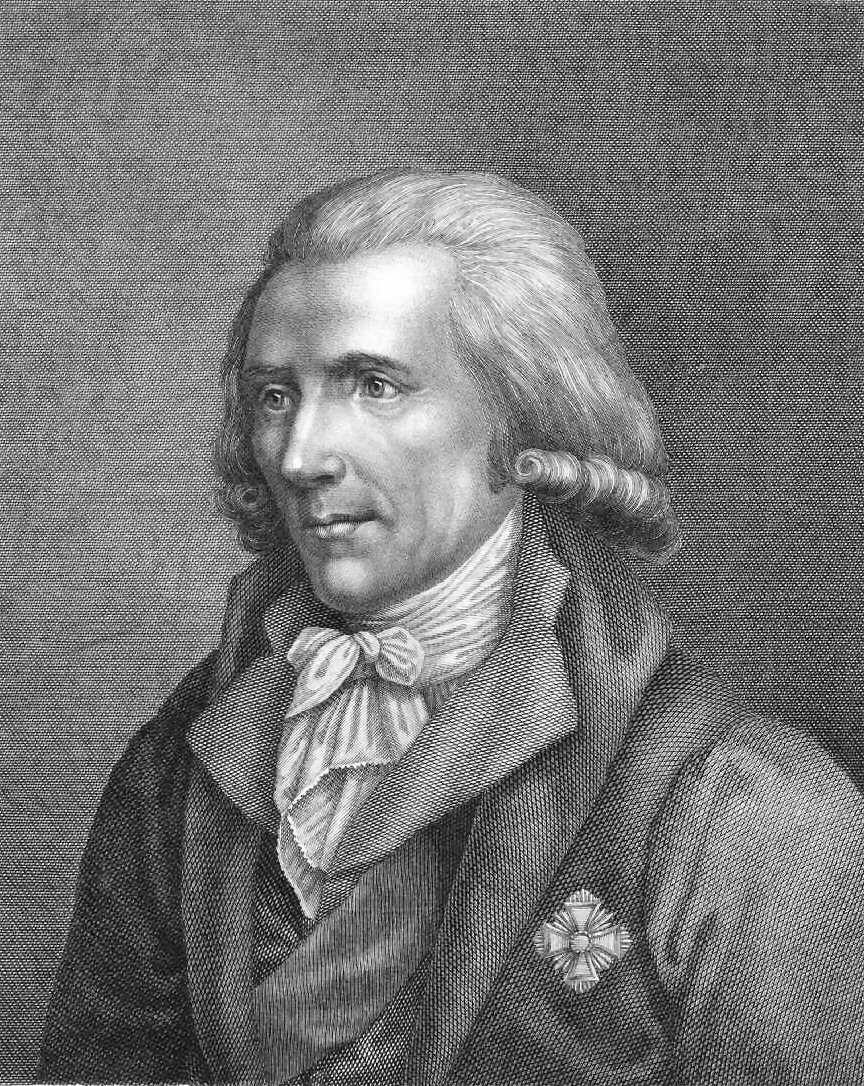
Benjamin Thompson

Marie-Anne conheceu Benjamin Thompson, ou Conde Rumford, em Paris a 19 de novembro de 1801. É referido que Thompson reconhecia as capacidades intelectuais de Marie-Anne, assim como a sua vontade de independência. O casal manteve contacto por correspondência e fazendo extensas viagens por Baviera e pela Suíça (em 1803).
Marie-Anne convenceu o governo de França a permitir a residência de Thompson no país, apesar deste ser inglês. Em 1804 Marie-Anne e Thompson passaram a viver juntos. O casamento entre eles só se realizou a 24 de outubro de 1805. O atraso deveu-se a dificuldades (devido à guerra) em obter os papéis necessários para comprovar que Thompson era viúvo. 
Este casamento terminou, alguns anos mais tarde, devido a incompatibilidade de interesses: Marie-Anne era uma mulher enérgica e  socialmente ativa, famosa pelas festas que organizava. Thompson era mais introspetivo e arrogante. Para além disso Thompson falava quase exclusivamente da física, enquanto Marie-Anne gostava de abordar outros assuntos.
Marie-Anne também deve ter se ressentido por Thompson não permitir a sua participação nos projetos científicos. A tensão teria aumentado quando algumas experiências de Thompson apontaram o calórico como não sendo um elemento, contrariando uma das teses de Lavoisier.
A relação entre Marie-Anne e Thompson foi-se degradando até que em 1808 o casal se separou. Por essa altura, Thompson referiu-se a Marie-Anne como sendo uma mulher tirana e obsessiva nos seus objetivos. Em 1809 obtiveram o divórcio por mútuo acordo. 

## Anos finais
Logo após a morte de Lavoisier, Marie-Anne tentou recuperar os relatórios feitos pelo marido e apreendidos pelo governo, em especial o trabalho realizado por Lavoisier enquanto estava preso. Em 1803 Marie-Anne publicou, utilizando o seu próprio dinheiro, a primeira edição das Memoires de chimie. Em 1805 saiu uma segunda edição deste livro. Desta forma Marie-Anne fez tudo o que pode para restaurar nome do primeiro marido.
Marie-Anne continuou a perpetuar a memória de Lavoisier até ao fim da sua vida. No seu segundo casamento manteve o apelido do primeiro marido. Continuou a realizar encontros sociais e festas, convidando artistas e cientistas. Manteve-se como uma figura importante da sociedade parisiense até à sua morte a 10 de fevereiro de 1836.